# シーラー
シーラーとは、ポリ袋などの袋や段ボール箱などの箱を密封するための機械。

## ヒートシーラー
熱を利用してポリ袋などの閉じ口を密着させて封じるもの。

## バッグシールテープ
シーラーにはバッグシールテープという専用の粘着テープを用いるものもあり、袋の閉じ口をテープの接着面を合わせる形で密着させて封じる（合掌貼り）。野菜などの包装に用いる。

## カートンシーラー
段ボール箱などの箱に封をするための機械。